# Lista de pinturas de Mikhail Larionov
Artigo principal: Mikhail Larionov

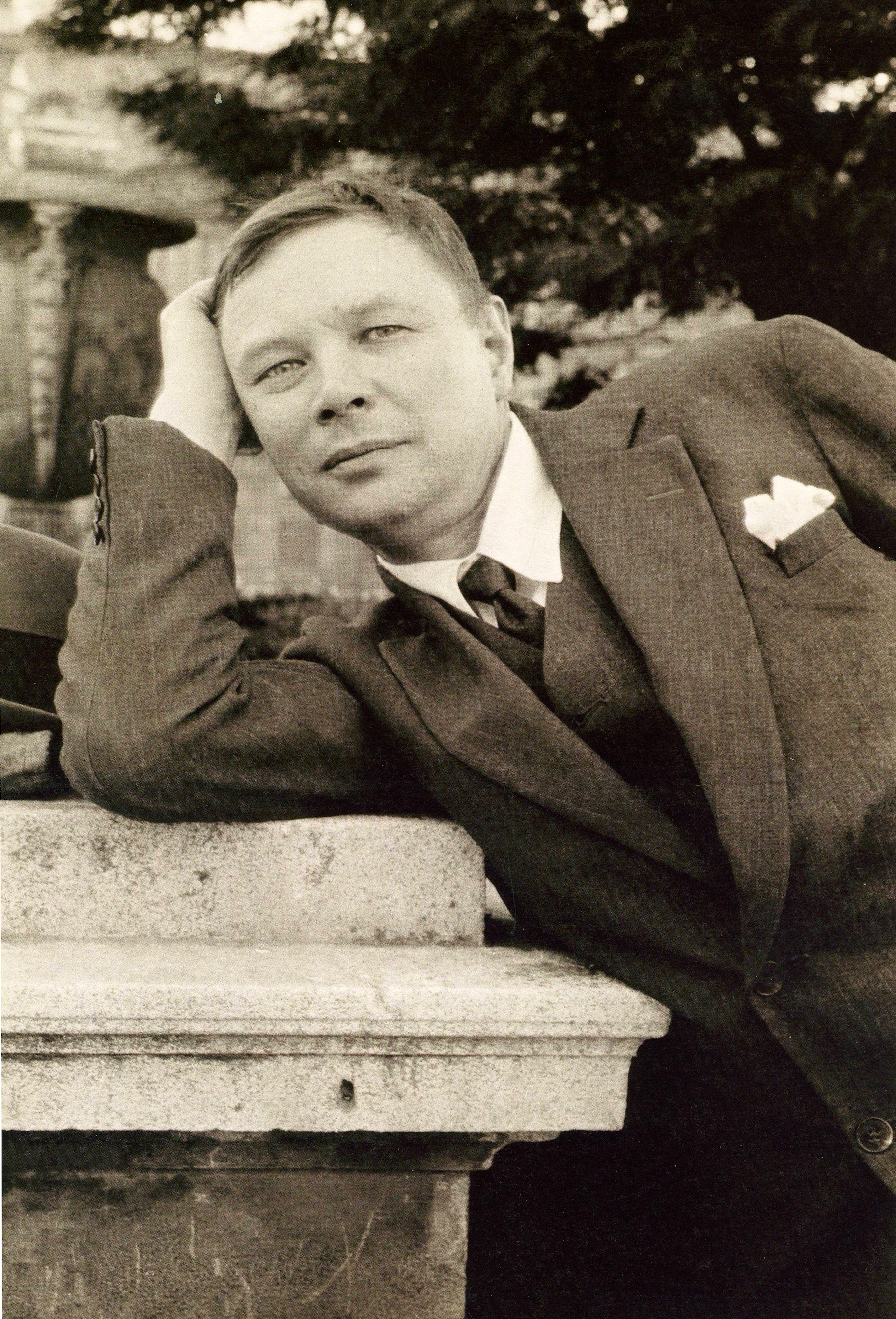
Mikhail Larionov c.1916.

Esta é uma lista de obras de Mikhail Larionov (1881-1964), pintor russo, considerado um vanguardista da pintura russa.
Nascido na Ucrânia em 1881, estudou na Escola de Pintura, Escultura e Arquitetura de Moscovo. Seus primeiros trabalhos incluíram paisagens impressionistas evoluindo para o simbolismo influenciado pela pintura francesa. Em 1910, ele co-fundou o grupo artístico conhecido como Bubnovyi valet (Jack of Diamonds) formado por vários artistas russos interessados no primitivismo e na arte folclórica provincial. Em 1919, mudou para Paris, onde colaborou com pintores e poetas cubistas e dadaístas. Organizou a primeira grande exposição de arte moderna francesa na União Soviética em 1928. Obteve a cidadania francesa em 1938, caindo em relativa obscuridade e passando os anos de guerra confinado devido a problemas de saúde, sofreu um derrame cerebral em 1950 e passou os anos restantes de sua vida na pobreza, morrendo em uma casa de repouso perto de Paris em 1964.
O artista voltou a ser lembrado e tem sido objeto de exposições retrospectivas em várias instituições pelo mundo: Arts Council Gallery, Londres (1961); Musée d'art moderne de la Ville de Paris (1963); Musée d'Ixelles, Bruxelas (1976); Musée national d'art moderne, Centre Georges Pompidou, Paris (1995); e Christchurch Art Gallery, Christchurch, Nova Zelândia (2010).

## estampa
| Imagem | Título      | Data | Coleção                                                       | Localização | Gênero | Descrito em |
| ------ | ----------- | ---- | ------------------------------------------------------------- | ----------- | ------ | --- |
|        | Composition | 1953 | Galeria Nacional de Arte Gravuras na Galeria Nacional de Arte |             |        | O identificador "Q65575590" é desconhecido pelo sistema. Utilize um identificador de entidade válido, por favor. |

## pintura
| Imagem | Título                                  | Data | Coleção                              | Localização                                 | Gênero            | Descrito em |
| ------ | --------------------------------------- | ---- | ------------------------------------ | ------------------------------------------- | ----------------- | --- |
|        | Still Life with Crayfish                | 1900 | Museum Ludwig                        | Museum Ludwig                               | natureza-morta    | O identificador "Q131599847" é desconhecido pelo sistema. Utilize um identificador de entidade válido, por favor. |
|        | Portrait of Natalia Goncharova          | 1903 |                                      |                                             | retrato           | O identificador "Q111987150" é desconhecido pelo sistema. Utilize um identificador de entidade válido, por favor. |
|        | Barber                                  | 1907 | Museu Russo                          | Museu Russo                                 | pintura de género | O identificador "Q113003918" é desconhecido pelo sistema. Utilize um identificador de entidade válido, por favor. |
|        | Blue Nude                               | 1908 | Museu Thyssen-Bornemisza             | Museu Thyssen-Bornemisza                    |                   | O identificador "Q21711798" é desconhecido pelo sistema. Utilize um identificador de entidade válido, por favor.  |
|        | The Baker                               | 1909 | Museu Thyssen-Bornemisza             | Museu Thyssen-Bornemisza                    |                   | O identificador "Q21711795" é desconhecido pelo sistema. Utilize um identificador de entidade válido, por favor.  |
|        | Dancing Soldiers                        | 1910 | Los Angeles County Museum of Art     | Los Angeles County Museum of Art            |                   | O identificador "Q20881627" é desconhecido pelo sistema. Utilize um identificador de entidade válido, por favor.  |
|        | Portrait eines Mannes (Antosha Besval)  | 1910 | Museum Ludwig                        | Museum Ludwig                               |                   | O identificador "Q133047161" é desconhecido pelo sistema. Utilize um identificador de entidade válido, por favor. |
|        | Dois cavaleiros                         | 1910 | Museu de Arte de São Paulo           | Museu de Arte de São Paulo                  |                   | O identificador "Q49867918" é desconhecido pelo sistema. Utilize um identificador de entidade válido, por favor.  |
|        | Rayonist Composition: Domination of Red | 1911 | Museu de Arte Moderna                | Museu de Arte Moderna                       |                   | O identificador "Q19883618" é desconhecido pelo sistema. Utilize um identificador de entidade válido, por favor.  |
|        | Red and Blue Rayonism (Beach)           | 1911 | Museum Ludwig                        | Museum Ludwig                               |                   | O identificador "Q26989087" é desconhecido pelo sistema. Utilize um identificador de entidade válido, por favor.  |
|        | Soldier on a Horse                      | 1911 | Tate                                 | Tate Modern                                 |                   | O identificador "Q26990211" é desconhecido pelo sistema. Utilize um identificador de entidade válido, por favor.  |
|        | Soldier in a Wood                       | 1911 | Galerias Nacionais da Escócia        | Galeria Nacional de Arte Moderna da Escócia |                   | O identificador "Q27974166" é desconhecido pelo sistema. Utilize um identificador de entidade válido, por favor.  |
|        | Paysage au clair de lune                | 1911 | Museu Nacional de Arte Moderna       | Centro Georges Pompidou                     |                   | O identificador "Q65683896" é desconhecido pelo sistema. Utilize um identificador de entidade válido, por favor.  |
|        | Streetcar                               | 1911 | Museu de Arte Nesterov               | Museu de Arte Nesterov                      |                   | O identificador "Q130257190" é desconhecido pelo sistema. Utilize um identificador de entidade válido, por favor. |
|        | Female Passerby                         | 1911 | Ulyanovsk Oblast Art Museum          | Ulyanovsk Oblast Art Museum                 | pintura de género | O identificador "Q130475664" é desconhecido pelo sistema. Utilize um identificador de entidade válido, por favor. |
|        | Glass                                   | 1912 | Museu Solomon R. Guggenheim          | Museu Solomon R. Guggenheim                 |                   | O identificador "Q19882710" é desconhecido pelo sistema. Utilize um identificador de entidade válido, por favor.  |
|        | Rayonist Sausages and Mackerel          | 1912 | Museum Ludwig                        | Museum Ludwig                               | natureza-morta    | O identificador "Q26989458" é desconhecido pelo sistema. Utilize um identificador de entidade válido, por favor.  |
|        | Jewish Venus                            | 1912 | Museu de Belas Artes de Ekaterinburg | Museu de Belas Artes de Ekaterinburg        | retrato           | O identificador "Q89152256" é desconhecido pelo sistema. Utilize um identificador de entidade válido, por favor.  |
|        | Venus                                   | 1912 | Museum Ludwig                        | Museum Ludwig                               |                   | O identificador "Q133047167" é desconhecido pelo sistema. Utilize um identificador de entidade válido, por favor. |
|        | Rayonist Composition                    | 1913 | Museu de Arte Moderna                | Museu de Arte Moderna                       |                   | O identificador "Q19883619" é desconhecido pelo sistema. Utilize um identificador de entidade válido, por favor.  |
|        | Street with Lanterns                    | 1913 | Museu Thyssen-Bornemisza             | Museu Thyssen-Bornemisza                    |                   | O identificador "Q21712276" é desconhecido pelo sistema. Utilize um identificador de entidade válido, por favor.  |
|        | Bull's Head                             | 1913 | Galeria Tretyakov                    | Galeria Tretyakov                           |                   | O identificador "Q26950200" é desconhecido pelo sistema. Utilize um identificador de entidade válido, por favor.  |
|        | Street Lighting                         | 1913 | Museu de Belas-Artes de Houston      | Museu de Belas-Artes de Houston             |                   | O identificador "Q28042182" é desconhecido pelo sistema. Utilize um identificador de entidade válido, por favor.  |
|        | Still Life with Carafe and Curtains     | 1914 | Museu Thyssen-Bornemisza             | Museu Thyssen-Bornemisza                    | natureza-morta    | O identificador "Q21711802" é desconhecido pelo sistema. Utilize um identificador de entidade válido, por favor.  |
|        | Nocturne                                | 1914 | Tate National Gallery                | Tate                                        |                   | O identificador "Q28538465" é desconhecido pelo sistema. Utilize um identificador de entidade válido, por favor.  |
|        | Rayonistische Komposition               | 1916 | Museum Ludwig                        | Museum Ludwig                               |                   | O identificador "Q133047313" é desconhecido pelo sistema. Utilize um identificador de entidade válido, por favor. |
|        | Stilleben mit Kaffeekanne               | 1928 | Museum Ludwig                        | Museum Ludwig                               |                   | O identificador "Q133047185" é desconhecido pelo sistema. Utilize um identificador de entidade válido, por favor. |
|        | Nature morte                            | 1928 | Museum Ludwig                        | Museum Ludwig                               |                   | O identificador "Q133047187" é desconhecido pelo sistema. Utilize um identificador de entidade válido, por favor. |

∑ 29 items.